# Watlack Hills
Watlack Hills är en kulle i Antarktis. Den ligger i Västantarktis. Chile gör anspråk på området. Toppen på Watlack Hills är 1 322 meter över havet.
Terrängen runt Watlack Hills är huvudsakligen kuperad, men åt nordost är den platt. Trakten är obefolkad. Det finns inga samhällen i närheten. 